# リンカーン・デリック
リンカーン・デリック（Lincoln J. Derick）は米国の半導体技術者。
1955年にベル研究所の研究者として、化学者のカール・フロッシュと共に、シリコンが高温で酸素に触れると、二酸化ケイ素の保護膜を作る熱酸化現象を発見した。
この保護膜は、半導体集積回路の平面化技術の重要な一部となるシリコン半導体の二酸化ケイ素マスキング法の発明へとつながっていく。また、この発見により、シリコンエッチングのプロセスの可能性も見えていく。

## ベル研究所での熱酸化法の発見
デリックはフロッシュと共に、ベル研究所のジョン・L・モルのグループで半導体中の不純物の拡散に関するプロセス化学者として働いていた。シリコンにおける酸化膜の重要性を発見したのは、実験室での事故がきっかけだった。当時は、シリコンが燃えることを恐れて、酸素雰囲気下での実験を避け、水素ガスや真空状態での実験が行われていた。この気相拡散法の開発中に水素が爆発する事故が発生し、爆発によってできたH2Oによってシリコン表面に酸化膜が形成されたことから誕生した。以後、横型拡散炉による熱酸化法が使用されるようになった。
デリックとフロッシュは、酸化膜が敏感なシリコンを保護するだけでなく、ガリウムなどのドーパントを通過させ、ホウ素やリンなどのドーパントを通過させないという選択性を持っていることに気づいた。このようにして、シリコンウェハーに選択的にドーピングすることができた。彼らは、1955年6月にベル研究所でこの発見を覚書として発表した。
この発見のプロセスは、偶然の出来事が大きな問題の解決策を発見することにつながったという点で、ペニシリンの場合に似ている。
さらにデリックとフロッシュは、酸化膜にあけた細い穴を利用して、下地のシリコンに少数電荷キャリアをドープする方法を示した。1957年、フロッシュと デリックは彼らの発見を発表した。その後、ジャン・ヘルニによって、ドーピング層が酸化膜の下で横方向に広がったときに敏感な pn接合を保護する酸化膜の重要性が認識されるなど様々な改善がなされた。フェアチャイルドセミコンダクターにいたヘルニは フロッシュ と デリック のメモをショックレー半導体研究所の科学者経由で受け取った（フロッシュ と デリックの論文のプレプリントが ショックレーによって 1956年12月に会社で回覧された）。

## 関連事項
- 熱酸化